# منچستر وان
منچستر وان، که قبلاً به عنوان برج پورتلند و قبلاً خانه سنت اندرو شناخته می‌شد، یک ساختمان بلند در منچستر، انگلستان است که متعلق به یک شرکت املاک خانوادگی به نام برانت وود (به انگلیسی: Bruntwood) است و به عنوان فضای اداری در اختیار دیگران قرار می‌گیرد. این برج در پلاک شماره ۵۳ خیابان پورتلند قرار دارد که نامگذاری آن نیز از نام خیابان گرفته شده‌است. این برج یکی از اولین ساختمان‌های مرتفعی بود که در دهه‌های ۱۹۶۰ و ۱۹۷۰ در انگلستان ساخته شد.
در سال ۲۰۰۲، ضلع غربی برج به رنگ زرد روشن رنگ آمیزی شد و نشان بازی‌های مشترک المنافع در سال ۲۰۰۲ را به خود اختصاص داد.
این برج اکنون در مقابل برج سی‌ای‌اس و برج‌های بیتهام کوچک شده‌است. این برج هنگامی که تکمیل شد یکی از بلندترین ساختمان‌های منچستر بود، و از آن زمان به عنوان بخشی از نوسازی مرکز شهر منچستر بازسازی شده‌است. این برج با ارتفاع ۸۰ متر (۲۶۰ فوت)، هشتمین ساختمان بلند در منچستر وهم رتبه دادگستری منچستر است.

## نامگذاری
این برج به عنوان خانه سنت اندرو ساخته شد و در دهه ۱۹۹۰ به برج پورتلند تغییر نام داد. برانت وود متعاقباً در نوامبر ۲۰۱۲ نام ساختمان را به «منچستر وان» تغییر داد.

## ساکنین برج
برخی از ساکنین برج عبارتند از:
- سرکنسولگری جمهوری لهستان در منچستر
- شرکت مهندسین مشاور کندال
- ایستگاه رادیویی Gaydio، ایستگاه رادیویی LGBT منچستر